# Rysk-turkiska kriget (1686–1700)
Det Rysk-turkiska kriget (1686-1700) var en del av det Stora turkiska kriget 1683–1699, ett krig som fördes gemensamt av flera europeiska stater mot det Osmanska riket.
I slutet av 1600-talet strävade Ryssland efter en strategisk tillgång till Östersjön och Svarta havet. I norr var motståndaren Sverige och i söder det Osmanska riket och Krimtatarerna. Ryssland slöt 1686 en evig fred med Polen och anslöt sig därmed till den Heliga ligan av år 1684. Till den hörde utöver Polen även det Tysk-romerska riket, påven och republiken Venedig och den var riktad mot osmanerna.
Ryssland riktade åren 1687 och 1689 attacker mot Krim, men framgångarna uteblev. I stället angrep Ryssland 1695 och 1696 staden och fästningen Azov. Erövringen av staden 1696 var tsar Peter den stores första framgång i krig och ledde till att staden ockuperades. Som en förberedelse för ett krig med Sverige slöt Ryssland 1699 Freden i Karlowitz med det Osmanska riket. År 1700 ingick ryssar och osmaner fördraget i Konstantinopel, som gav Ryssland Azov, fästningen Taganrog och Mariupol. Ryssland skulle också få ha en ambassad i Konstantinopel, krigsfångar skulle utväxlas och angrepp från kosacker eller krimtatarer förbjöds.